# La Cienega/Jefferson
La Cienega/Jefferson – naziemna stacja linii Expo Line metra w Los Angeles znajdująca się w Baldwin Hills. Jest stacją pierwszego etapu budowy linii Expo, która docelowo ma dotrzeć do miasta Santa Monica. Została oddana do użytku 28 kwietnia 2012 roku.

## Opis stacji
La Cienega/Jefferson znajduje się na wiadukcie wzdłuż jezdni Exposition Bulevard ponad La Cienega Boulevard. W pobliżu znajdują się siedziby stacji radiowych KLOS i KABC (AM). Parking typu P+R na 476 miejsc znajduje się po południowej stronie. Wystrój stacji zaprojektował Daniel Gonzales.

## Połączenia autobusowe
Linie autobusowe Metro
- Metro Local: 38, 105, 217
- Metro Rapid: 705
- Culver CityBus: 4